# Volba prezidenta Slovenské republiky
Způsob volby prezidenta Slovenské republiky je upraven především v Ústavou SR, v článcích 101 až 107 a v Zákoně 46/1999 CFU o způsobu volby Prezidenta Slovenské republiky, o lidovém hlasování, o jeho odvolání a o doplnění některých dalších zákonů.

## Podmínky
Prezidenta Slovenské republiky volí od roku 1999 občané Slovenska v přímých volbách tajným hlasováním na pět let. Právo volit prezidenta mají občané, kteří mají právo volit do Národní rady. Kandidáta na prezidenta navrhuje nejméně 15 poslanců NR SR nebo alespoň 15 000 občanů, na základě petice. Návrh musí odevzdat předsedovi Národní rady nejpozději 21 dní od vyhlášení voleb. Prezidentem může být zvolen každý občan, který je volitelný do NRSR a v den volby dosáhl věku 40 let.
Prezidentem je zvolen kandidát, který získá nadpoloviční většinu platných hlasů oprávněných voličů. Pokud ani jeden kandidát nezíská potřebnou většinu, koná se do 14 dnů druhé kolo voleb. Do druhého kola postupují dva kandidáti, kteří získali v prvním kole nejvyšší počet hlasů.
Zvolený kandidát se ujímá funkce složením slibu před Národní radou do rukou předsedy Ústavního soudu Slovenské republiky, v poledne v den kdy má skončit volební období předchozího prezidenta. Tatáž osoba může být zvolena za prezidenta nejvíce ve dvou po sobě následujících obdobích.

## Uskutečněné volby
Do roku 1999 prezidenta volila Národní rada SR. Od roku 1999 jsou volby přímé, prezident je volen na funkční období pěti let. Zatím se konaly tyto přímé volby prezidenta Slovenské republiky:
- Prezidentské volby na Slovensku 1999
- Prezidentské volby na Slovensku 2004
- Prezidentské volby na Slovensku 2009
- Prezidentské volby na Slovensku 2014
- Prezidentské volby na Slovensku 2019
- Prezidentské volby na Slovensku 2024